# Lina Merlin
Lina Merlin (AFI: /merˈlin/), all'anagrafe Angelina Merlin (Pozzonovo, 15 ottobre 1887 – Padova, 16 agosto 1979) è stata una politica e insegnante italiana, una delle 21 donne elette all'Assemblea Costituente e la prima donna a essere eletta al Senato della Repubblica. Il suo nome è legato alla legge 20 febbraio 1958, n. 75 - conosciuta come Legge Merlin - con cui venne abolita la regolamentazione della prostituzione in Italia.

## Biografia

### Origini e formazione
Originaria di Chioggia, era figlia di Giustina Poli, insegnante, e Fruttuoso Merlin, segretario comunale a Pozzonovo. Visse a Chioggia per tutta l'infanzia e la giovinezza. Conseguita la maturità magistrale presso l'istituto delle Suore Canossiane, si trasferisce a Grenoble, in Francia, dove approfondisce le sue conoscenze di lingua e letteratura francese, materia in cui conseguirà successivamente la laurea.
La giovane maestra Lina Merlin cominciava a rendersi conto delle condizioni in cui vivevano le donne del suo tempo: in particolare non tollerava l'ipocrisia dei capi di famiglia religiosi e osservanti, che non trovavano alcuna contraddizione tra i loro principi e il frequentare le prostitute. Le case chiuse erano infatti considerate luogo di svago dove i giovani potevano fare esperienza, mentre sarebbe stato scandaloso per una donna avere rapporti sessuali fuori del matrimonio.
Nel 1919 un amico la invita a far parte del movimento fascista: c'è bisogno di organizzare le donne e lei sembra la persona ideale. Lina si sente attratta invece dagli ideali del socialismo che ritiene più vicini alla sua mentalità e alla sua morale.
Si iscrive perciò al Partito Socialista Italiano, cominciando a collaborare al periodico La difesa delle lavoratrici, di cui in seguito assumerà la direzione. Collabora con il deputato socialista Giacomo Matteotti, a cui riferisce nei dettagli le violenze perpetrate dalle squadre fasciste nel padovano.

### L'attività antifascista
Quando, nel 1925, dopo l'assassinio di Giacomo Matteotti, Mussolini consolida il suo potere, il destino di Angelina è ormai segnato. In meno di ventiquattro mesi viene arrestata cinque volte. Inoltre nel 1926 viene licenziata dal suo impiego di insegnante perché si rifiuta di prestare il giuramento di fedeltà al regime, obbligatorio per gli impiegati pubblici.
In seguito alla scoperta del complotto per attentare alla vita del duce da parte di Tito Zaniboni, il suo nome viene iscritto nell'elenco dei "sovversivi" affisso nelle strade di Padova. Lina quindi si trasferisce a Milano, dove pensa sia più difficile essere rintracciata. Lì comincia a collaborare con Filippo Turati, ma viene arrestata e condannata a cinque anni di confino, in Sardegna. La prima destinazione è Nuoro, ma la città è considerata “un covo di Sardisti avversi al regime”, per cui dopo tre giorni viene spostata a Dorgali, dove rimane solo tre mesi per essere divenuta "troppo popolare". L'ultima destinazione è Orune. Anche in quel luogo riesce a conquistarsi il rispetto e la fiducia degli abitanti e soprattutto delle donne, ad alcune delle quali insegnerà a leggere e a scrivere.
Tornata a Milano nel 1930, durante una riunione clandestina incontra il medico ed ex deputato socialista di Rovigo Dante Gallani, che rimane colpito dalla sua eloquenza. Si sposano nel 1932, ma appena quattro anni dopo lui muore. Rimasta vedova a 49 anni, prende parte alla Resistenza, donando ai partigiani la strumentazione medica e i libri del marito e raccogliendo fondi e vestiario per i partigiani.
In questo periodo Lina prende parte ad azioni di guerra partigiana, rischiando più volte la vita. Catturata dai nazisti, riesce a sfuggire con uno stratagemma. Scrive articoli sul periodico socialista clandestino Avanti!, e nella sua casa di via Catalani 63 Lelio Basso, Sandro Pertini, Rodolfo Morandi e Claudia Maffioli organizzano l'insurrezione. Lei riceverà l'incarico di occuparsi del settore scolastico, e insieme al professor Giorgio Cabibbe e ai partigiani della Brigata Rosselli occuperà il Provveditorato agli Studi di Milano, imponendo la resa. Il 27 aprile 1945 viene nominata dal CLNAI Commissario per l'Istruzione di tutta la Lombardia.

### La carriera politica
Dopo la fine della guerra Lina si trasferisce a Roma alla direzione nazionale del PSI. Nel 1946 viene eletta all'Assemblea Costituente.
I suoi interventi nel dibattito costituzionale, quale membro della "Commissione dei 75", risulteranno determinanti per la tutela dei diritti delle donne, e lasceranno un segno indelebile nella Carta Costituzionale. A lei si devono infatti le parole dell'articolo 3: "Tutti i cittadini...sono uguali davanti alla legge, senza distinzioni di sesso", con le quali veniva posta la base giuridica per il raggiungimento della piena parità di diritti tra uomo e donna, che fu sempre l'obiettivo principale della sua attività politica. È inoltre degna di nota l'opera di mediazione da lei esercitata tra opinioni contrapposte riguardo alla stesura dell'articolo 40, concernente il diritto di sciopero, proponendo una formulazione analoga a quella presente nel preambolo della Costituzione della IV repubblica francese.
Candidata dal PSI nel collegio di Rovigo, viene eletta al Senato della Repubblica il 18 aprile del 1948. Fin dai primi giorni della sua attività parlamentare dedica tutti i suoi sforzi al miglioramento della condizione femminile in Italia e allo stanziamento di risorse per lo sviluppo dell'area del Polesine, che il 14 novembre del 1951 verrà devastata da una catastrofica alluvione che causerà 84 morti e più di 180.000 senzatetto. Nelle elezioni del 1953 fu l'unica donna  eletta al Senato. 
Uno dei punti cardine, se non il principale, dell'opera politica di Lina Merlin è stata la battaglia per abolire la prostituzione legalizzata in Italia, seguendo l'esempio dell'attivista francese Marthe Richard, che già nel 1946 aveva fatto chiudere le case di tolleranza in Francia, ma in seguito ammise di aver cambiato posizione sulla prostituzione. La legge venne approvata, dopo 10 anni di dibattito, il 20 febbraio 1958.
Nelle sue battaglie, Merlin seppe mostrare tutta la sua tenacia e - in virtù del rispetto e dell'autorevolezza di cui godeva - seppe ribattere in maniera efficace e tagliente alle battute, talvolta assai poco cavalleresche, che le venivano spesso rivolte nei corridoi di Palazzo Madama dai colleghi.
Nel 1961 le venne fatto sapere che il partito non intendeva ripresentare la sua candidatura nel collegio di Rovigo, dov'era stata rieletta al Senato nel 1953 e alla Camera dei deputati nel 1958, e lei reagì strappando la tessera. Nel suo discorso di commiato dichiarò che le idee sono sì importanti, ma camminano con i piedi degli uomini, e che lei non ne poteva più di «fascisti rilegittimati, analfabeti politici e servitorelli dello stalinismo».

### Gli ultimi anni e la morte
A 77 anni, nonostante le esortazioni dei suoi sostenitori che avrebbero voluto rivederla candidata anche nelle elezioni del 1963 come indipendente, Lina Merlin decise di ritirarsi dalla politica e di tornare a vivere nella sua casa di Milano insieme a Franca Cuonzo Zanibon, figlia di una sua cugina precocemente scomparsa che le era stata affidata e che lei adotterà come figlia.

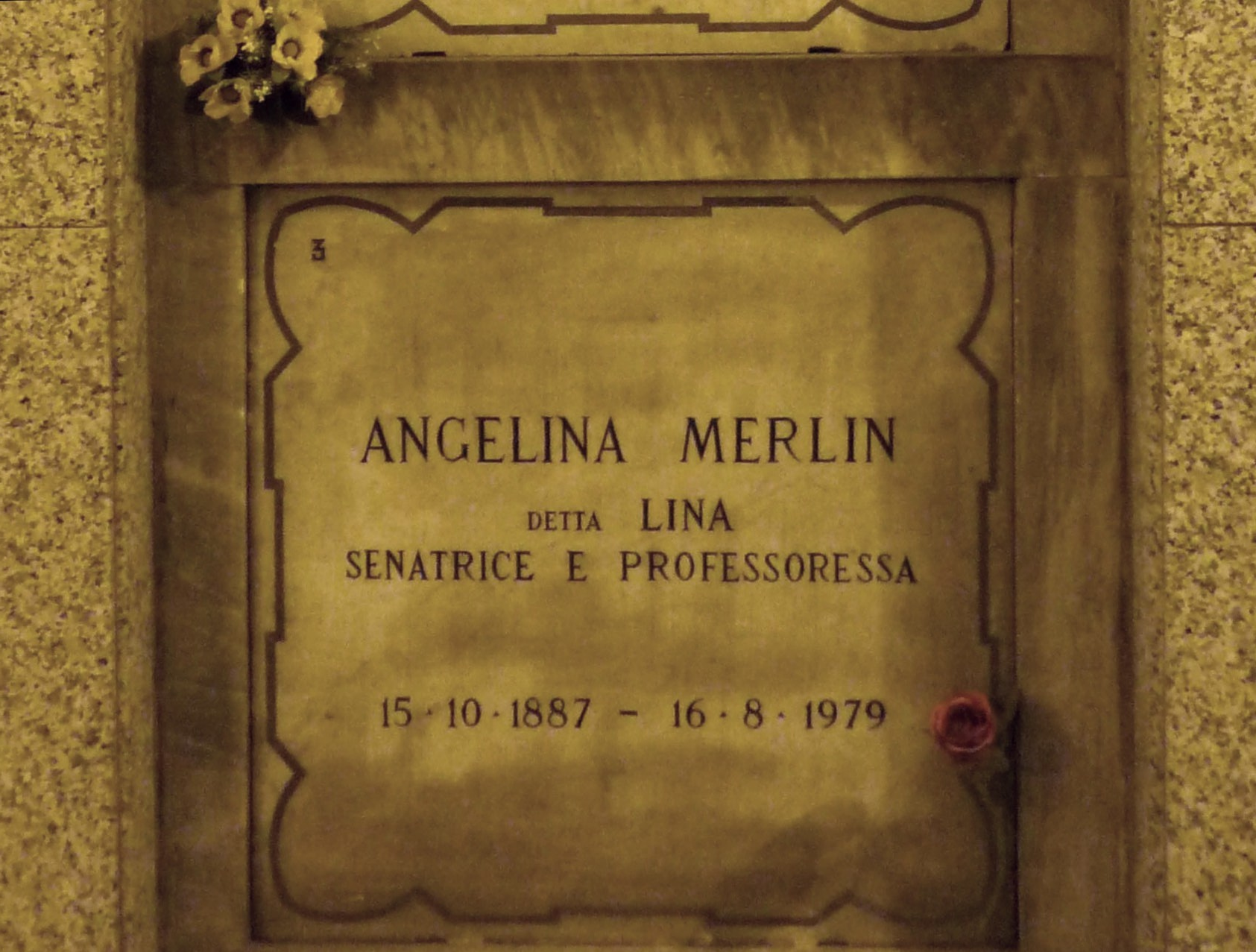
La tomba di Lina Merlin nella Cripta del Famedio del Cimitero Monumentale di Milano

La socialista Merlin fu una convinta antidivorzista perché considerava il provvedimento non idoneo a garantire gli interessi delle donne; a 87 anni fece parte del comitato promotore del referendum abrogativo della legge che nel 1970 introdusse in Italia il divorzio. 
Morì a Padova il 10 agosto 1979 a due mesi dai suoi 92 anni. Cremata e tumulata nel cimitero monumentale di Milano, nel 2013 le sue ceneri sono state traslate in un loculo della cripta del Famedio, zona del medesimo cimitero destinata a personaggi illustri.

## L'autobiografia
La sua autobiografia verrà pubblicata solo nel 1989, dieci anni dopo la sua scomparsa, per iniziativa di Elena Marinucci, anche lei senatrice socialista. Nel libro si legge, tra l'altro: «Sono stata coerente con la mia decisione, non ho accolto inviti né da sinistra né da destra, ho rifiutato interviste che avrebbero dato a un fatto serio e doloroso l'aspetto del pettegolezzo, dal quale rifuggo, e di una meschina vendetta derivante da un astio che non sento».

## L'attività politica
Negli anni seguenti l'approvazione della famosa legge contro lo sfruttamento della prostituzione, proseguì l'attività parlamentare con altri importanti interventi legislativi a favore della condizione femminile e contro le discriminazioni ai danni dei più deboli.
In occasione dell'alluvione del Polesine del novembre 1951, prese parte attiva, con gli altri parlamentari della regione, alla legislazione di soccorso per le popolazioni e le zone colpite. Scrisse Giulio Andreotti:
A lei si devono, tra l'altro, l'abolizione del nomen nescio che veniva apposto sugli atti anagrafici dei trovatelli (legge 31 ottobre 1955 n. 1064), l'equiparazione dei figli naturali ai figli legittimi in materia fiscale, la legge sulle adozioni che eliminava le disparità di legge tra figli adottivi e figli propri, e la soppressione definitiva della cosiddetta "clausola di nubilato" nei contratti di lavoro, che imponeva il licenziamento alle lavoratrici che si sposavano (legge del 9 gennaio 1963 n. 7).
La sua intransigenza di militante appassionata e la sua inflessibilità con sé stessa e con gli altri le procurarono ostilità e inimicizie persino nell'ambito del suo stesso partito. All'inizio degli anni sessanta, infatti, il PSI si stava spostando dall'opposizione intransigente verso la collaborazione con la Democrazia Cristiana e di lì a poco avrebbe dato vita ai governi di "centrosinistra".
Anche parecchi suoi compagni di partito mostravano un atteggiamento ostile nei suoi confronti, in particolare tale Franco Bellinazzo, divenuto funzionario della federazione socialista di Rovigo dopo essere stato membro della Guardia Nazionale Repubblicana della RSI durante la guerra e in seguito militante del PCI, il quale, al sentir nominare il suo nome, soleva esclamare «Ma quando xe che la more?».

## Intitolazioni

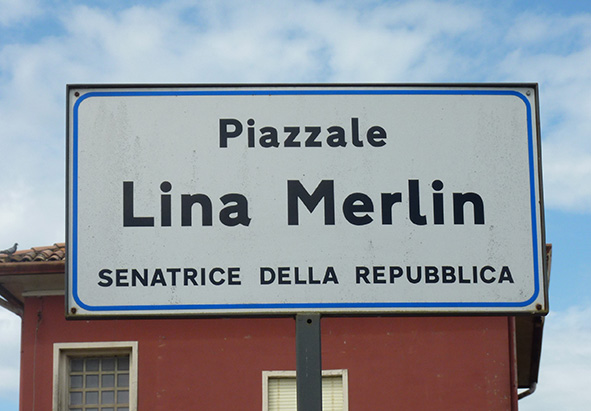
Adria. Piazzale Lina Merlin

A Lina Merlin sono intitolate aree di circolazione nei Comuni di Adria, Chioggia, Porto Fuori (Ravenna), Rovigo. La città di Padova le ha dedicato un giardino.
Nel cinquantesimo anniversario della Legge Merlin (2008) è stato realizzato l'evento-spettacolo "100 uomini al giorno - Viaggio in tre atti intorno al mestiere più antico del mondo: il cliente" promosso dall'Assessorato alla Cultura della Regione Lazio e con il Patrocinio del Senato della Repubblica, basato sulle fonti originali dei discorsi parlamentari e le lettere delle prostitute inviate alla Senatrice. L'evento è stato realizzato con il contributo degli storici e ricercatori Sandro Bellassai, Lea Nocera, Annamaria Zanetti, Vittoria Tola. Scritto e diretto da Viola Buzzi con la collaborazione del giornalista Eugenio Manca ha promosso un happening cittadino nel centro di Roma di cui è stato prodotto un cortometraggio diretto da Pierpaolo de Sanctis e presentato all'Auditorium Parco della Musica il 29 novembre 2008.

## Scritti
- Discorsi parlamentari, Roma, Senato della Repubblica, Segretariato generale, Servizio studi, 1998.
- La mia vita, a cura di Elena Marinucci, Firenze, Giunti, 1989.
- Conferenza stampa tenuta dal prof. Gabrio Lombardi e dalla senatrice Lina Merlin in giorno 22 giugno 1971, in Roma, in occazione del deposito presso la Corte di Cassazione di 1.370.134 firme di cittadini elettori per il referendum sul divorzio : con la successiva discussione con i giornalisti presenti. Roma : [s.n.], 1971.
- Libro bianco su i licenziamenti per causa di matrimonio in Italia, a cura delle deputate facenti parte dell'Unione Donne Italiane: Lina Merlin ... [et al.] Roma, Tip. L. Morara, 1961.
- Giù la maschera del lenocinio, discorso pronunciato alla Camera dei deputati nella seduta del 9 settembre 1960. Roma, C. Colombo, 1960.
- Lettere dalle case chiuse, a cura di Lina Merlin e Carla Barberis, Milano-Roma, Avanti!,Cremona : Tip. Cremona Nuova, 1955
- La scuola sia palestra di virtù civili, discorso pronunciato al Senato della Repubblica nella discussione sullo stato di previsione del Ministero della pubblica istruzione per l'esercizio finanziario 1951-52, nella seduta del 9 ottobre 1951. Roma : Tip. del Senato, 1951.
- Abolizione della regolamentazione della prostituzione, discorso al Senato nella seduta del 12 ottobre 1949, Roma, Tip. del Senato, 1949.